# Martin Schmitt (schermidore)
Martin Schmitt (30 aprile 1981) è uno schermidore tedesco, specializzato nella spada. Ha vinto una medaglia d'argento ai Campionati mondiali di scherma.

## Palmarès
In carriera ha conseguito i seguenti risultati:
- Europei di scherma

Lipsia 2010: bronzo nella spada a squadre.